# Gare de Riedseltz
Gare de Riedseltz – przystanek kolejowy w miejscowości Riedseltz, w departamencie Dolny Ren, w regionie Grand Est, we Francji. Jest zarządzany przez SNCF i obsługiwany przez pociągi TER Grand Est.

## Położenie
Znajduje się na linii Vendenheim – Wissembourg, na km 52,329 między stacjami Hunspach i Wissembourg, na wysokości 162 m n.p.m.

## Historia
Stacja została otwarta 23 października 1855 przez Compagnie des chemins de fer de l’Est wraz z odcinkiem linii między Haguenau i Wissembourg.

## Linie kolejowe
- Linia Vendenheim – Wissembourg